# Parafia św. Jacka w Chicago
Parafia św. Jacka w Chicago (ang. St. Hyacinth's Parish) – parafia rzymskokatolicka położona w Chicago w stanie Illinois w Stanach Zjednoczonych.
Jest ona wieloetniczną parafią w północno-zachodniej dzielnicy Chicago, z mszą św. w j. polskim dla polskich imigrantów.
Parafia została poświęcona św. Jackowi.

## Relikwie święte w bazylice św. Jacka
W bazylice św. Jacka znajdują się następujące relikwie święte:
1. św. Jacka
2. św. Stanisława Kostki
3. św. Bonawentury
4. św. Klary
5. św. Andrzeja Boboli
6. św. Jana Bosko
7. św. Marii Goretti
8. św. Bernadetty
9. św. Juliana
10. św. Grzegorza I
11. św. Elżbiety Seton
12. św. Franciszki Rzymskiej
13. św. Wincentego de Paulo
14. św. Anny
15. św. Jana Kantego
16. św. Jana Chryzostoma
17. św. Błażeja
18. św. Filipa Neri
19. św. Franciszka Ksawerego
20. św. Jana Berchmansa
21. bł. Angeli Truszkowskiej
22. św. Faustyny Kowalskiej
23. św. Jadwigi
24. św. Stanisława Biskupa i Męczennika
25. św. Franciszka z Asyżu
26. św. Teresy z Lisieux
27. św. Andrzeja Avellino
28. św. Jana Marii Vianney
29. św. Elżbiety Węgierskiej
30. św. Piusa X
31. św. Walentego
32. św. Agnieszki
33. św. Alojzego Gonzagi
34. św. Jana Pawła II

## Szkoły
- Parafialna Szkoła Polska im. Stefana Kardynała Wyszyńskiego[1]

## Msze święte
- Regularny rozkład mszy świętych znajduje się na stronie internetowej parafii[2].